# كيفن رود
كيفين مايكل رود إيه سي (بالإنجليزية: Kevin Rudd) (من مواليد 21 سبتمبر 1957)، سياسي أسترالي سابق، شغل منصب رئيس وزراء أستراليا السادس والعشرين في الفترة ما بين عامي 2007 و 2010، وعاد ليشغل نفس المنصب مرة أخرى في عام 2013. تزعم رود أيضًا حزب العمال الأسترالي.
وُلد رود في مدينة نامبور بولاية كوينزلاند الأسترالية. وحصل على شهادة في الدراسات الصينية من الجامعة الوطنية الأسترالية، ويتقن لغة الماندرين. قبل دخوله عالم السياسة، عمل رود موظقًا حكوميًا ودبلوماسيًا. انتخب لعضوية مجلس نواب أستراليا عن منطقة جريفيث الانتخابية في انتخابات عام 1998. ترقى رود في عام 2001 لشغل منصب وزير الخارجية في حكومة الظل. نجح في شهر ديسمبر من عام 2006 في شغل منصب زعيم حزب العمال (وبالتالي زعيم المعارضة) خلفًا لكيم بيزلي. في عهد رود، تفوق حزب العمال على حكومة الائتلاف بقيادة جون هوارد في استطلاعات الرأي، وأصدر عددًا من البيانات السياسية في مجالات الصحة والتعليم والعلاقات الصناعية وتغير المناخ.
فاز حزب العمال في انتخابات عام 2007 بأغلبية ساحقة، وزاد عدد مقاعده في البرلمان 23 مقعدًا. تضمنت أولى إجراءات حكومة رود التوقيعَ على اتفاقية كيوتو والاعتذار للأستراليين الأصليين عن الأجيال المسروقة. تضمنت السياسات المميزة لحكومة رود أيضًا إطلاق شبكة النطاق العريض الوطنية، وإطلاق برنامج الثورة التعليمية الرقمية وبرنامج بناء الثورة التعليمية. اشتملت إجراءات حكومة رود على تفكيك قوانين خيارات العمل (التشريعات المتعلقة بالعلاقات الصناعية) التي وُضعت في عهد حكومة جون هوارد. سحبت الحكومة الأسترالية في عهده ما تبقى من جنود أستراليين مشاركين في حرب العراق، ونظمت قمة أستراليا لعام 2020. قدمت حكومة رود حِزَم تحفيز اقتصادي استجابةً للأزمة المالية العالمية، وكانت أستراليا في عهد رود واحدة من دول العالم الأول القليلة التي تمكنت من تجنب الركود الاقتصادي في أواخر العقد الأول من القرن الحادي والعشرين.
ظل رود يتمتع بشعبية كبيرة لفترة طويلة، إلا أن استطلاعات الرأي في منتصف عام 2010 أظهرت تراجعًا واضحًا في شعبيته، وذلك بعد اقتراح ضريبة الأرباح الفائقة للموارد، وتأجيل خطة الحد من التلوث الكربوني بعد رفضها من قبل مجلس الشيوخ الأسترالي. تزايدت حالة الاستياء من قيادة رود لحزب العمال مع اقتراب موعد الانتخابات. وأعلنت النائبة جوليا جيلارد في 23 يونيو من عام 2010 نيتها تحدي رود في قيادة الحزب. اختار رود عدم التنافس، لأنه كان متوقعًا الفشل في الانتخابات، واستقال من منصب رئيس الوزراء في صباح يوم الاقتراع. مع ذلك، بقي رود نشطًا في الحياة السياسية، ونجح في عام 2010 في استعادة مقعده في البرلمان الأسترالي. شكل حزب العمال بعد ذلك حكومة للأقلية.
في سبتمبر 2010، تلقى رود ترقية لمنصب وزير الخارجية في الحكومة، وبقي في هذا المنصب حتى استقالته في 22 فبراير 2012. دعت جوليا غيلارد في اليوم التالي لاستقالة رود إلى إعادة انتخاب رئيس الحزب، وأعلنت إقامة انتخابات أخرى في شهر مارس 2013، إلا أن رود رفض المشاركة فيه.ا في شهر يونيو من عام 2013، أُجري اقتراع آخر، وفاز رود برئاسة الحكومة بحصيلة 57 صوت مقابل 45 لمنافسته جوليا غيلارد. استمر رود في منصبه كرئيس للوزراء لمدة تقل عن ثلاثة أشهر، وأصبح أول رئيس وزراء أسترالي في الخدمة يؤيد زواج المثليين علنًا. تعرض رود للهزيمة في الانتخابات البرلمانية عام 2013 مع أن استطلاعات الرأي أظهرت زيادة في شعبية حزب العمال بعد عودته إلى منصبه.
أعلن رود اعتزاله الحياة السياسية بعد بضعة أشهر من انتخابات عام 2013. في فبراير 2014، عُيّن رود كبير زملاء الأبحاث في كلية كينيدي في جامعة هارفارد في الولايات المتحدة الأمريكية حيث أكمل عمله في مجال الأبحاث المتعلقة بمستقبل العلاقات الصينية الأمريكية. في شهر سبتمبر من عام 2014، أصبح رود زميلًا متميزًا في معهد بولسون (مركز أبحاث تابع لجامعة شيكاغو). شغل رود أيضًا منصب أول رئيس لمعهد جمعية آسيا للسياسات كما يرأس لجنة شؤون التعددية، وتشاركية «المياه والصرف الصحي للجميع» العالمية.

## أولى سنوات حياته والتعليم
تعود أصول رود إلى إنجلترا وإيرلندا. كان الجيل الرابع من أجداده لطرف والده، توماس رود وماري كيبل، إنجليزيين. وصل توماس إلى لندن في إنجلترا في عام 1801، ووصلت ماري إلى مقاطعة إسكس في عام 1804. وصل توماس رود، الذي كان مدانًا بسرقة كيس من السكر، إلى ولاية نيو ساوث ويلز الأسترالية على متن سفينة إيرل كورنواليس عام 1801.
وُلد كيفين رود في مدينة نامبور بولاية كوينزلاند الأسترالية لألبرت («بيرت») رود، ومارغريت رود (مارغريت ديفير قبل الزواج)، وكان الابن الأصغر بين أربعة أبناء، ونشأ في مزرعة ألبان بالقرب من بلدة يوموندي في ضواحي مدينة نامبور. أصيب رود في سن مبكرة (5-7 سنوات) بحمى الروماتيزم، ما اضطره للبقاء في الفراش لفترة طويلة. تأثرت صمامات قلب رود بالمرض، لكنه لم يكتشف ذلك إلا بعد 12 عامٍ من الإصابة به، واضطر لإجراء عمليتين جراحيتين لاستبدال الصمام الأبهري. تطور حب رود لركوب الخيل والرماية في المزرعة. التحق رود بمدرسة يوموندي الحكومية.
عندما كان رود في الحادية عشر من عمره، توفي والده، الذي كان يعمل مزارعًا بالشراكة وعضوًا في الحزب الوطني الأسترالي. يذكر رود بأنه طلب من الأسرة مغادرة المزرعة بسبب الصعوبات المالية التي واجهتها العائلة بعد أسبوعين إلى ثلاثة أسابيع من وفاة الأب، مع ذلك، ذكر ملّاك الأرض أن عائلة رود لم تضطر لمغادرة المزرعة إلا بعد ستة أشهر من وفاة ألبرت رود. بعد مروره بهذه الظروف الصعبة، انضم رود إلى حزب العمال الأسترالي في عام 1972 (وكان عمره حينها خمسة عشر عامًا فقط) مع أن العديد من أقاربه ينتمون إلى حزب البلد.
التحق رود بمدرسة ماريست بضاحية آشغروف في مدينة بريزبان. لم تكن تلك الفترة من حياة رود سعيدة أبدًا، إذ كان يعتمد على الأعمال الخيرية ليؤمن حاجياته الأساسية، واعتاد الناس على تقديم المساعدات له ولعائلته بعد وفاة والده المفاجئة. وصف رود مدرسته بأنها «مؤسساتية وقاسية وفظة وغير متسامحة وتتبع المدرسة الكاثوليكية القديمة». بعد التحاق ابنها بالمدرسة بعامين اثنين، وبعد أن استعادت التدريب للعمل في مجال التمريض، انتقلت مارغريت رود مع عائلتها إلى مانبور حيث تمكن كيفين رود من إعادة بناء مكانته في المجتمع من خلال دراسته، وأصبح، في عام 1974، دوكسًا في مدرسة ولاية نامبور الثانوية. التحق وزير مالية حكومته المستقبلية، واين سوان، بنفس المدرسة وفي نفس الفترة الزمنية، إلّا أنهما لم يتعرفا على بعضهما البعض في المدرسة، لأن سوان كان أكبر من رود بثلاث سنوات. في عام 1974، فاز رود بمسابقة الروتاري الدولية للخطابة، التي نُظمت تحت عنوان «شباب يتحدثون من أجل أستراليا»، عن ولاية كوينزلاند.

## مسيرته السياسية

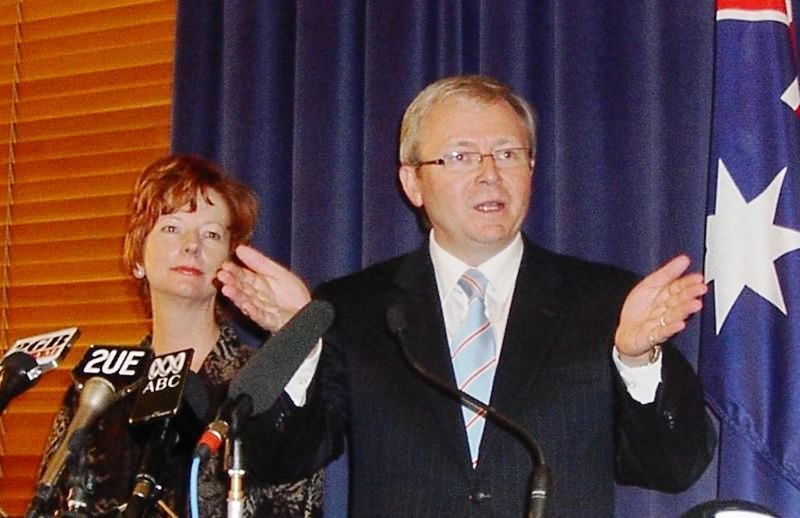
كيفن رود وجوليا جيلارد

اشتغل في الخارجية بين سنة 1981 إلى سنة 1988. عين رود في منصب رفيع المستوى في حكومة كوينز لاند العمالية. تولى مناصب دبلوماسية في ستوكهولم وبكين. التحق بصفوف حزب العمال سنة 1972، وبدأ نشاطه في المجال السياسي بانتخابه في البرلمان سنة 1998 بعد تجربة سابقة فاشلة.
وتولى كيفن رود قيادة الحزب العمالي سنة 2006، ليجد حزبا يعاني من ظروف انقسام، وفي وضع صعب للدخول في منافسة انتخابية ضد رئيس الوزراء جون هاورد.
كيفن رود من المتحمسين لقضايا البيئة وقد وعد قبل أنتخابه بأنه سوف يوقع على معاهدة كيوتو للبيئة. يعتبر من المنتقدين لتأييد رئيس الوزراء السابق جون هاوارد للغزو الأميركي للعراق سنة 2003. تعهد قبل الفوز بالانتخابات بسحب القوات الأسترالية من العراق. في 24 سبتمبر 2007 أعلن حزب العمال الأسترالي فوزه في الانتخابات التشريعية.

## روابط خارجية
- كيفن رود على موقع الموسوعة البريطانية (الإنجليزية)
- كيفن رود على موقع مونزينجر (الألمانية)
- كيفن رود على موقع إن إن دي بي (الإنجليزية)
- كيفن رود على موقع ديسكوغز (الإنجليزية)